# Walter Sedlmayr
Walter Sedlmayr (6 de enero de 1926 - 14 de julio de 1990) fue un actor de nacionalidad alemana.

## Biografía

### Inicios
Nacido en Múnich, Alemania, sus padres eran Richard Sedlmayr, un estanquero, y Maria Rott, ama de casa. Cambió en varias ocasiones de escuela a causa de sus malas calificaciones, hasta que en 1945, en el Gisela-Gymnasium, obtuvo su título Notabitur. Sin embargo, poco antes del final de la Segunda Guerra Mundial, Sedlmayr fue reclutado para luchar como Flakhelfer, un miembro auxiliar de la Luftwaffe.

### Carrera como actor
Finalizada la guerra, Sedlmayr actuó en varios teatros de Múnich. Fue miembro del Teatro de Cámara de Múnich durante 25 años, aunque nunca llegó a interpretar papeles protagonistas. En los años 1940 y 1950 actuó en numerosas películas de género Heimat, habitualmente con papeles de reparto, actuando junto a estrellas como Heinz Rühmann, Liselotte Pulver y O. W. Fischer.
En 1971 fue hallada la Madonna de la Schlosskapelle Blutenburg en la casa de Sedlmayr en Feldmoching. El actor permaneció detenido cinco días bajo la sospecha de robo. Sin embargo, finalmente fue rehabilitado por el Tribunal del Distrito de Múnich. El incidente le dio fama y le ayudó a desempeñar papeles de mayor importancia, entre ellos el que llevó a cabo en la película de Hans-Jürgen Syberberg Th. Hierneis oder: wie man ehem. Hofkoch wird, la cual supuso un gran avance en su carrera artística.
Posteriormente, actuó en numerosas series televisivas, entre ellas Münchner Geschichten, Der Herr Kottnik y Der Millionenbauer. El éxito de la serie Polizeiinspektion 1 entre 1977 y 1988, en la que trabajó con Uschi Glas y Elmar Wepper, dio una gran popularidad a Sedlmayr. Además, a partir de 1982 Sedlmayr fue maestro de ceremonias de la tradicional fiesta de la cerveza llevada a cabo en Nockherberg. Otras actividades en las que participó fueron sofisticados documentales de viajes y anuncios publicitarios de la cerveza Paulaner.
Desde la década de 1980 también trabajó para la emisora radiofónica Bayerischer Rundfunk, y tuvo en Bayern 1 el programa Beehren Sie uns bald wieder. También en la radio, participó en la serie Er und Sie junto a Ruth Kappelsberger, y en presentó un programa semanal en la radio privada clásica Radio Belcanto.

### Negocios privados
Gracias a su carrera y a sus inversiones inmobiliarias y en antigüedades, Sedlmayr llegó a ser multimillonario. En febrero de 1989 abrió el restaurante Beim Sedlmayr en la Westenriederstraße 14, en Múnich, cuya administración encargó a su hijo adoptivo Wolfgang Werlé, con el cual rompió en mayo de 1990 acusándole de engañarle con el negocio.

### Asesinato

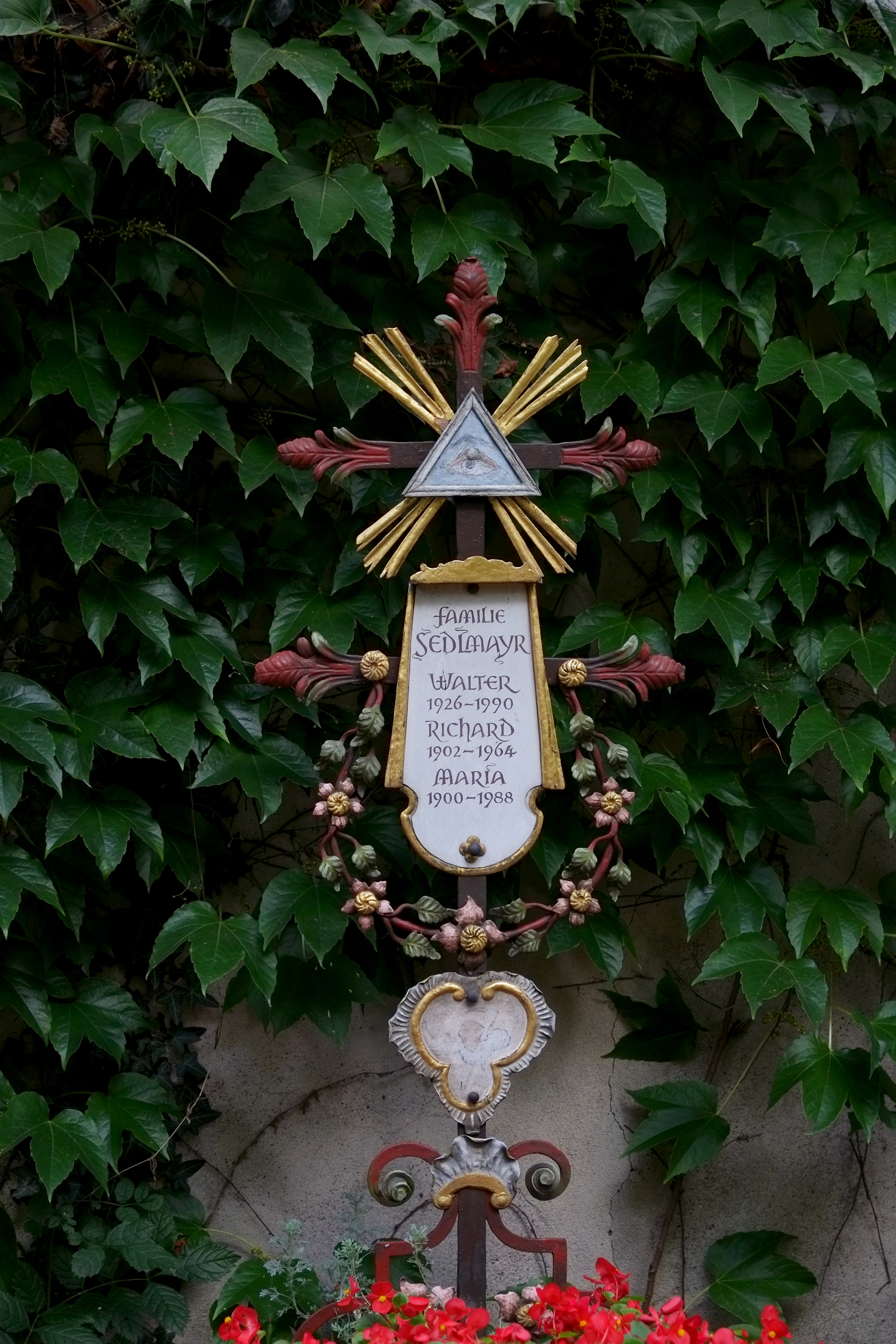
Tumba de la familia Sedlmayr

El 15 de julio de 1990 Sedlmayr fue encontrado muerto por su secretario particular en el dormitorio de su apartamento en Elisabethstraße 5, en Múnich. El actor tenía varias puñaladas en el cuello  y en los riñones, y había sido golpeado con un martillo.
A causa de las pesquisas, el público conoció por vez primera la vida privada del actor. A lo largo de su vida, Sedlmayr mantuvo oculta su homosexualidad, daño una imagen conservadora y burguesa. Se habló de la supuesta inclinación de Sedlmayr por el BDSM, práctica sexual que fue rechazada por el jefe de homicidios Josef Wilfling.
La investigación policial se centró en un principio en la posibilidad de la prostitución masculina. Sin embargo, más adelante se consideró un probable falso testimonio del secretario, al que se acusó de falsificación documental.
Finalmente, el 21 de mayo de 1991, el ex hijo adoptivo de Sedlmayr, Wolfgang Werlé, y su hermanastro, Manfred Lauber, fueron arrestados, siendo condenados a cadena perpetua en 1993.
Werlé salió de prisión en agosto de 2007, y Lauber en enero de 2008 en libertad condicional.
Sin presencia de celebridades, se celebró su funeral en el Cementerio Nordfriedhof de Múnich, siendo incinerados sus restos. La urna fue enterrada en el Cementerio Bogenhausener de Múnich.

## Filmografía

### Cine
- 1949 : Die drei Dorfheiligen
- 1951 : Heidelberger Romanze
- 1952 : Jede Frau kann zaubern
- 1952 : Zwei Menschen
- 1952 : Der Weibertausch
- 1952 : Der Herrgottschnitzer von Ammergau
- 1953 : Ehestreik
- 1953 : Die Mühle im Schwarzwäldertal
- 1954 : Die kleine Stadt will Schlafen gehen
- 1954 : Rosen-Resli
- 1955 : Ich weiß, wofür ich lebe
- 1955 : Der Frontgockel
- 1955 : Königswalzer
- 1955 : Drei Mädels vom Rhein
- 1956 : Hilfe – sie liebt mich
- 1957 : Der Jäger von Fall
- 1957 : Heiraten verboten
- 1958 : Der Pauker
- 1959 : Der Schäfer vom Trutzberg
- 1959 : Dorothea Angermann
- 1959 : Menschen im Netz
- 1959 : Buddenbrooks
- 1960 : Ein gewisses Röcheln
- 1965 : Die fromme Helene
- 1970 : Mathias Kneißl
- 1970 : Das Glöcklein unterm Himmelbett
- 1972 : Händler der vier Jahreszeiten
- 1972 : Die Moral der Ruth Halbfass
- 1972 : Strohfeuer
- 1972 : Th. Hierneis oder: wie man ehem. Hofkoch wird
- 1973 : Die Sachverständigen
- 1974 : Wetterleuchten über dem Zillertal
- 1974 : Angst essen Seele auf
- 1974 : Das Andechser Gefühl
- 1974 : Die Ameisen kommen
- 1974 : Der gestohlene Himmel
- 1975 : Faustrecht der Freiheit
- 1975 : Lina Braake oder Die Interessen der Bank können nicht die Interessen sein, die Lina Braake hat
- 1975 : Das Amulett des Todes
- 1977 : Die Jugendstreiche des Knaben Karl

### Series televisivas
- 1964 : Das Kriminalmuseum, episodio Der stumme Kronzeuge
- 1964 : Das Kriminalmuseum, episodio Gesucht: Reisebegleiter
- 1964 : Das Kriminalmuseum, episodio Akte Dr. W.
- 1964 : Das Kriminalmuseum, episodio Tödliches Schach
- 1966 : Hafenpolizei, episodio Die Pokerpartie
- 1968 : Der Staudamm
- 1968 : Das Kriminalmuseum, episodio Der Scheck
- 1970 : Das Kriminalmuseum, episodio Wer klingelt schon zur Fernsehzeit
- 1972 : Tatort, episodio Münchner Kindl
- 1972 : Acht Stunden sind kein Tag
- 1973 : Der Kommissar , episodio Ein Funken in der Kälte
- 1973 : Tatort , episodio Tote brauchen keine Wohnung
- 1973 : Drei Partner
- 1974 : Derrick, episodio Waldweg
- 1975 : Derrick, episodio Alarm auf Revier 12
- 1973–1980 : Münchner Nachmittag
- 1974 : Münchner Geschichten
- 1974 : Der Herr Kottnik
- 1974–1975 : Spannagl & Sohn
- 1974 : Der Kommissar, episodio Tod eines Landstreichers
- 1975 : Der Kommissar, episodio Das goldene Pflaster
- 1975 : Der Kommissar, episodio Ein Mord auf dem Lande
- 1976 : Alle Jahre wieder – Die Familie Semmeling
- 1976–1982 : Reisen mit Walter Sedlmayr
- 1976–1979 : Vater Seidl und sein Sohn
- 1976 : Alle Jahre wieder: Die Familie Semmeling
- 1977–1988 : Polizeiinspektion 1
- 1978–1980 : Der Alte
- 1979 y 1986/1987 : Der Millionenbauer
- 1982–1990 : Auf dem Nockherberg
- 1983 : Monaco Franze – Der ewige Stenz
- 1983 : Der nächste, bitte!
- 1983–1985 : Unsere schönsten Jahre
- 1983–1986 : Walter Sedlmayrs Fernseh-Illustrierte
- 1986–1987 : Der Schwammerlkönig
- 1988 : Eichbergers besondere Fälle

## Radio
- 1968 : Joel Brand, de Heinar Kipphardt, dirección de Walter Ohm (BR/SWF)
- 1972 : Keiner ist böse und keiner ist gut, de Rainer Werner Fassbinder, dirección de Rainer Werner Fassbinder (Bayerischer Rundfunk)
- 1975 : Die Geschichten vom Fräulein Pollinger, de Ödön von Horváth, dirección de Ulrich Heising (BR/SFB)
- 1979 : Adele Spitzeder, de Martin Sperr, dirección de Wolf Euba (Bayerischer Rundfunk)

## Premios
- 1973 : Deutsche Filmpreis por Theodor Hierneis oder: Wie man ehem. Hofkoch wird
- 1973 : Premio Adolf Grimme por Theodor Hierneis oder: Wie man ehem. Hofkoch wird (junto a Hans-Jürgen Syberberg)
- 1978 : Medalla Ludwig Thoma
- 1983 : Bayerischer Poetentaler

## Publicaciones
- Walter Sedlmayr: Alles nicht so wichtig. (con ilustraciones de Josef Oberberger) Rosenheimer Verlagshaus, Rosenheim 1984, ISBN 3-475-52414-7.
- Hannes Burger: Walter Sedlmayrs Salvator-Reden. Süddeutscher Verlag, Múnich 1988, ISBN 3-7991-6405-7.